# ATP Challenger Magdeburg
Das ATP Challenger Magdeburg (offiziell: Residenza Open Magdeburg) war ein Tennisturnier, das von 1997 bis 2002 jährlich in Magdeburg stattfand. Es gehörte zur ATP Challenger Tour und wurde in der Halle auf Teppich gespielt.

## Liste der Sieger

### Einzel
| Jahr | Sieger           | Finalgegner          | Ergebnis       |
| ---- | ---------------- | -------------------- | -------------- |
| 2002 | Dick Norman      | Axel Pretzsch        | 7:66, 3:6, 6:4 |
| 2001 | Axel Pretzsch    | Clemens Trimmel      | 6:4, 6:4       |
| 2000 | Sébastien Lareau | Uladsimir Waltschkou | 7:61, 6:3      |
| 1999 | Markus Hantschk  | Axel Pretzsch        | 3:6, 7:6, 6:4  |
| 1998 | Lars Burgsmüller | Andrei Pavel         | 6:4, 6:3       |
| 1997 | Petr Luxa        | Kevin Ullyett        | 6:3, 2:6, 7:5  |

### Doppel
| Jahr | Sieger                            | Finalgegner                     | Ergebnis         |
| ---- | --------------------------------- | ------------------------------- | ---------------- |
| 2002 | Franz Stauder Orest Tereschtschuk | Dick Norman Djalmar Sistermans  | 6:4, 6:3         |
| 2001 | Frédéric Niemeyer Radek Štěpánek  | Jonathan Erlich Lovro Zovko     | 7:62, 7:63       |
| 2000 | Karsten Braasch Dirk Dier         | Tomas Behrend Michael Kohlmann  | 7:5, 7:66        |
| 1999 | Michael Hill Andrew Painter       | Jan-Ralph Brandt Dirk Dier      | 7:68, 6:76, 7:61 |
| 1998 | Eyal Erlich Mosé Navarra          | Marcos Ondruska Chris Wilkinson | 4:6, 6:1, 6:4    |
| 1997 | Trey Phillips Chris Wilkinson     | Petr Luxa Tomáš Anzari          | 6:3, 6:4         |